# Schoeniparus rufogularis
Alcippe rufogularis е вид птица от семейство Pellorneidae.

## Разпространение
Видът е разпространен в югоизточна Азия, от Хималаите през Индокитай до югозападна Камбоджа.